# Danforth (Maine)
Danforth es un pueblo ubicado en el condado de Washington en el estado estadounidense de Maine. En el Censo de 2010 tenía una población de 589 habitantes y una densidad poblacional de 3,76 personas por km².

## Geografía
Danforth se encuentra ubicado en las coordenadas 45°38′5″N 67°50′0″O / 45.63472, -67.83333. Según la Oficina del Censo de los Estados Unidos, Danforth tiene una superficie total de 156.59 km², de la cual 139.87 km² corresponden a tierra firme y (10.68%) 16.72 km² es agua.

## Demografía
Según el censo de 2010, había 589 personas residiendo en Danforth. La densidad de población era de 3,76 hab./km². De los 589 habitantes, Danforth estaba compuesto por el 95.59% blancos, el 0.17% eran afroamericanos, el 1.19% eran amerindios, el 0% eran asiáticos, el 0% eran isleños del Pacífico, el 1.02% eran de otras razas y el 2.04% pertenecían a dos o más razas. Del total de la población el 0.17% eran hispanos o latinos de cualquier raza.